# Casablanca (phim)
Casablanca là một bộ phim chính kịch lãng mạn của Hoa Kỳ năm 1942. Phim do đạo diễn Michael Curtiz dàn dựng, dựa trên kịch bản sân khấu Everybody Comes to Rick's của Murray Burnett và Joan Alison. Phim có diễn xuất của Humphrey Bogart, Ingrid Bergman, Paul Henreid, Claude Rains, Conrad Veidt, Sydney Greenstreet, Peter Lorre và Dooley Wilson. Lấy bối cảnh giai đoạn đầu Chiến tranh thế giới thứ hai, Casablanca đề cập tới một người đàn ông bị giằng xé bởi lựa chọn khó khăn giữa tình yêu dành cho một người phụ nữ và trách nhiệm giúp cô cùng chồng—là một lãnh tụ kháng chiến người Tiệp Khắc—thoát khỏi Maroc, lúc này thuộc quyền quản lý của chính quyền Vichy Pháp thân Đức Quốc xã.
Nhà dựng phim Irene Diamond đã thuyết phục nhà sản xuất Hal B. Wallis mua lại tác quyền vở kịch vào tháng 1 năm 1942. Hai anh em Julius và Philip G. Epstein ban đầu được chỉ định viết kịch bản cho bộ phim. Đầu năm 1942, họ rời bỏ dự án để hợp tác trong Why We Fight của Frank Capra. Howard E. Koch đảm nhận kịch bản này cho tới khi anh em nhà Epsteins trở lại một tháng sau đó. Casey Robinson viết lại kịch bản trong ba tuần, nhưng không được ghi nhận. Curtiz trở thành đạo diễn của bộ phim sau khi William Wyler, lựa chọn đầu tiên của Wallis, không thể tham gia. Quá trình ghi hình chính bắt đầu từ ngày 25 tháng 5 năm 1942, kết thúc ngày 3 tháng 8; hầu hết bộ phim quay tại Warner Bros. Studios, Burbank, với chỉ một cảnh quay ở Sân bay Van Nuys, Los Angeles.
Mặc dù là một bộ phim hạng A với dàn diễn viên nhiều ngôi sao cùng đội ngũ sản xuất tên tuổi, không ai trong đoàn làm phim tin rằng nó sẽ trở thành một sản phẩm vượt trội so với hàng chục bộ phim Hollywood khác được sản xuất cùng năm. Được đưa ra rạp công chiếu sớm nhằm tận dụng sự kiện quân Đồng minh tấn công Bắc Phi, phim công chiếu lần đầu tiên vào ngày 26 tháng 11 năm 1942 tại Thành phố New York và ra mắt tại Mỹ vào ngày 23 tháng 1 năm 1943.
Tại phòng vé, phim thu về 3.7 triệu USD trong lần phát hành gốc, là phim có doanh thu cao thứ 7 của năm 1943. Tại giải Oscar lần thứ 16, phim chiến thắng 3 hạng mục: "Phim hay nhất", "Đạo diễn xuất sắc nhất" (Curtiz) và "Kịch bản chuyển thể xuất sắc nhất" (anh em nhà Epsteins và Koch). Trải qua thời gian, bộ phim tiếp tục được đánh giá cao và nó được coi là một trong những tác phẩm kinh điển của điện ảnh Hollywood với nhiều câu thoại, hình tượng nhân vật và phần nhạc phim đã trở thành mẫu mực trong lịch sử điện ảnh. Hơn 60 năm sau ngày công chiếu đầu tiên, Casablanca vẫn thường xuyên đứng ở nhóm đầu trong các bảng xếp hạng những bộ phim hay nhất trong lịch sử.

## Nội dung
Rick Blaine (Humphrey Bogart) là một người Mỹ lưu vong sống tại thành phố biển Casablanca của Maroc thuộc Pháp. Anh là ông chủ của một quán bar sang trọng kiêm sòng bạc nổi tiếng có tên "Rick's Café Américain", nơi tập trung đủ mọi thành phần của thành phố, từ những viên chức Vichy Pháp hay sĩ quan Đức Quốc xã cho tới những người tị nạn bị mắc kẹt tại thành phố cảng trên đường chạy trốn cuộc chiến đang lan rộng ở châu Âu. Có vẻ ngoài lạnh lùng và không bao giờ tiếp rượu khách tới quán bar, Rick thực tế lại là một người Mỹ nhiệt huyết từng chiến đấu bên cạnh những người Cộng hòa trong cuộc Nội chiến Tây Ban Nha chống lại phe phát xít của Francisco Franco.
Một buổi tối, Ugarte (Peter Lorre), vốn kiếm sống bằng những mánh khóe lặt vặt và là khách quen của Rick, tới Rick's Café Américain với hai tờ giấy thông hành mà gã lấy được sau khi giết chết hai nhân viên đưa thư người Đức. Đây là những giấy tờ có giá trị cực lớn đối với những người bị mắc kẹt ở Casablanca vì nó cho phép người mang chúng được phép đi lại tự do trong vùng của Đức Quốc xã kiểm soát tại châu Âu, đồng nghĩa với việc họ có thể đặt chân tới Lisboa, Bồ Đào Nha để rồi từ đó bay tới Mỹ và thoát khỏi sự tàn khốc của cuộc chiến. Dự định bán lại hai tờ thông hành với giá cao của Ugarte không thành khi gã bị viên đại úy cảnh sát Louis Renault bắt ngay tại quán cà phê. Nhưng Renault và các sĩ quan Đức Quốc xã không biết rằng trước khi bị bắt Ugarte đã kịp giao lại hai tờ thông hành cho Rick. Cùng thời điểm với vụ bắt giữ Ugarte, Rick gặp hai người khách mà anh không hề mong đợi, đó là người yêu cũ của anh, Ilsa Lund (Ingrid Bergman) cùng chồng của cô là Victor Laszlo (Paul Henreid). Laszlo vốn là một lãnh tụ kháng chiến người Tiệp Khắc đã từng chạy thoát khỏi trại tập trung của Đức Quốc xã và đang tìm cách vượt khỏi Casablanca tới Mỹ nhằm tiếp tục tổ chức cuộc kháng chiến tại châu Âu. Ilsa Lund tìm thấy người bạn là nhạc sĩ dương cầm Sam và yêu cầu chơi bản "As Time Goes By."

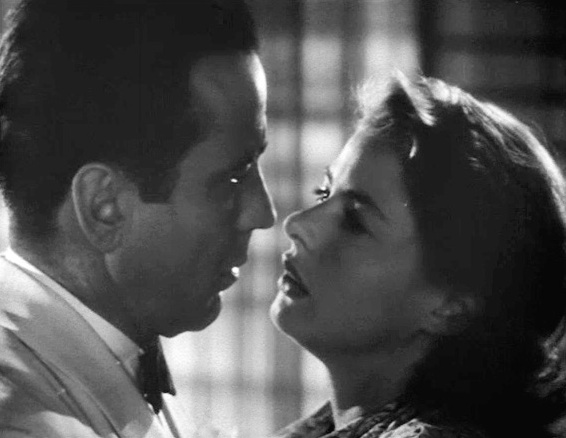
Bogart và Bergman.

Sau cuộc nói chuyện với ông Ferrari (Sydney Greenstreet), chủ quán bar cạnh tranh với Rick Blaine, Victor Laszlo tin rằng Rick đang có hai tờ thông hành trong tay và quyết định thuyết phục Rick nhượng chúng lại cho mình. Trước lời đề nghị của Laszlo, Rick thẳng thừng từ chối với lời giải thích đơn giản rằng Laszlo hãy về hỏi lý do từ người vợ của mình. Trong lúc đó bên ngoài quán bar, các viên sĩ quan Đức đang hát vang bài hát mà họ rất tự hào là "Die Wacht am Rhein", để đáp trả, Laszlo đề nghị ban nhạc của quán chơi bản quốc ca của Pháp "La Marseillaise" và bắt nhịp cho toàn bộ khách trong quán hát theo át lời người Đức. Hành động của Laszlo khiến viên thiếu tá Strasser của Đức Quốc xã tức giận tới mức ông ta buộc đại úy cảnh sát người Pháp Renault đóng cửa ngay lập tức cơ sở kinh doanh của Rick.
Đêm hôm đó, đích thân Ilsa tới gặp Rick tại quán cà phê sau khi Laszlo phải tham gia một cuộc họp bí mật của những người kháng chiến. Một lần nữa Rick từ chối giao lại hai tờ thông hành khiến Ilsa phải rút súng ra đe dọa, tuy nhiên cô nhanh chóng thừa nhận rằng mình không thể bắn anh và rằng cô vẫn còn rất yêu anh. Ilsa giải thích với Rick rằng khi hai người phải lòng nhau ở Paris trong những ngày trước khi thành phố rơi vào tay người Đức, cô không biết rằng người chồng tưởng như đã chết trong trại tập trung của cô thực tế vẫn còn sống và thậm chí đã thoát được về ngoại ô thành phố. Đứng trước trách nhiệm chăm sóc người chồng bị thương, cô buộc phải ở lại thành phố mà không thể tới ga tàu cùng Rick như lời ước hẹn. Mặc dù còn tỏ ra chua cay vì mối tình tan vỡ, Rick vẫn hứa giúp chồng Ilsa chạy thoát để rồi sau đó anh cùng cô có thể một lần nữa sống bên nhau.
Tại quán Rick's Café Américain, Laszlo tới gặp Rick để tiết lộ rằng mình đã biết về tình cảm của Ilsa với Rick và anh đề nghị Rick dùng những tờ thông hành để đưa vợ mình tới nơi an toàn. Ngay lúc này Renault ập tới bắt Laszlo khi đang giao dịch giấy thông hành với Rick, với tội danh dính líu tới giấy tờ bị đánh cắp. Lúc này Rick trở mặt với kế hoạch vạch sẵn ban đầu vốn để lừa Renault, rút súng buộc ông thả Laszlo và đưa cả hai vợ chồng Ilsa tới sân bay để bắt chuyến bay đêm tới Lisboa. Tại sân bay Rick bộc lộ kế hoạch thực sự của mình, đó là cho cả hai vợ chồng Ilsa chạy trốn vì theo Rick, Ilsa không thể ở lại sống cùng anh bởi cô là một phần quan trọng trong cuộc chiến đấu của Laszlo sau này. Sau đó anh còn tiếp tục giết viên sĩ quan Strasser khi ông ta tìm cách ngăn cản chuyến bay của hai người. Chiếc máy bay chở Ilsa cùng Laszlo cất cánh cùng lúc Renault quyết định rời bỏ Casablanca để cùng Rick tới vùng do Chính phủ tự do Pháp quản lý ở Brazzaville. Cả hai bước vào màn sương mù dày đặc với câu thoại cuối cùng của Rick: "Louis, tôi nghĩ rằng đây là sự bắt đầu của một tình bạn đẹp." ("Louis, I think this is the beginning of a beautiful friendship.")

## Diễn viên
Trong vở kịch, diễn viên có tổng cộng 16 đoạn hội thoại và nhiều cảnh bổ sung; kịch bản phim mở rộng thành 22 đoạn hội thoại và hàng trăm cảnh bổ sung.
Dàn diễn viên của Casablanca đa dạng về quốc tịch, chỉ có 3 trong số các diễn viên được giới thiệu là người Mỹ. Ngoài các diễn viên chính là Paul Henreid, Conrad Veidt và Peter Lorre, nhiều vai diễn quần chúng chủ yếu là các diễn viên châu Âu phải rời bỏ quê hương để chạy trốn chế độ Đức Quốc xã, như Louis V. Arco, Trude Berliner, Ilka Grünig, Lotte Palfi, Richard Ryen, Ludwig Stössel, Hans Twardowski và Wolfgang Zilzer. Một nhân chứng tại buổi quay cảnh phim "song đấu" giữa hai bài La Marseillaise và Die Wacht am Rhein kể lại rằng rất nhiều diễn viên đã khóc và "nhận ra họ chính là những người tị nạn thật sự". Theo Aljean Harmetz thì các diễn viên lưu vong đã đem lại cho Casablanca sự am hiểu và cảm xúc tuyệt vọng mà nếu chỉ tuyển các diễn viên thông thường thì bộ phim sẽ không bao giờ có.
Diễn viên hài Jack Benny đã có thể tham gia vào một vai phụ, như lời dẫn xuất hiện trong quảng cáo báo chí và quyển sách thông cáo của Casablanca. Trong mục "Movie Answer Man", nhà phê bình Roger Ebert trả lời, "Có thể là anh ấy. Tôi chỉ nói được đến vậy." Sau này, ông nói thêm "Đúng vậy đấy. Câu lạc bộ hâm mộ Jack Benny giờ đây có thể được thanh minh rồi."
Diễn viên chính

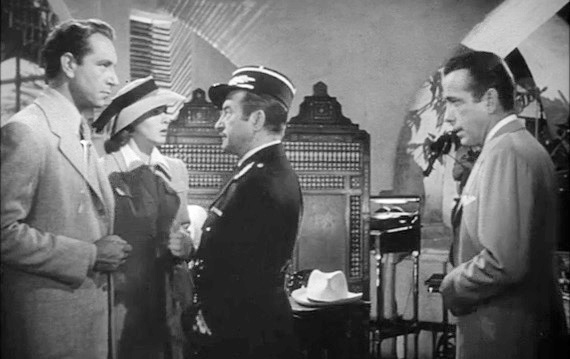
Diễn viên chính của Casablanca. Trái qua phải: Henreid, Bergman, Rains và Bogart.

- Humphrey Bogart trong vai Rick Blaine. Vốn là ngôi sao của các bộ phim hình sự, Rick là vai diễn lãng mạn đầu tiên của Bogart. Theo một số thông tin thì vai diễn này từng được hãng phim nhắm cho Ronald Reagan nhưng thực tế thì hãng Warner Bros khi đó đã biết rằng ngôi sao này phải nhập ngũ, vì vậy họ chưa từng thực sự có ý định để Reagan đóng vai Rick Blaine.[13]
- Ingrid Bergman trong vai Ilsa Lund. Theo trang web chính thức của Bergman thì Ilsa là vai diễn nổi tiếng và có sức sống lâu bền nhất của ngôi sao người Thụy Điển.[14] Vốn khởi đầu sự nghiệp ở Hollywood từ năm 1939 với Intermezzo, Casablanca là thành công lớn đầu tiên của Bergman. Theo ý kiến của nhà phê bình Roger Ebert, Ingrid Bergman đã thực sự tỏa sáng và đóng cặp rất ăn ý với ngôi sao lớn Humphrey Bogart.[15] Trước Bergman, một số nữ diễn viên từng được thử vai Ilsa là Ann Sheridan, Hedy Lamarr, Michèle Morgan, bản thân Bergman cũng chỉ có thể tham gia bộ phim sau khi Wallis cho David O. Selznick mượn lại một ngôi sao khác là Olivia de Havilland.[16]
- Paul Henreid trong vai Victor Laszlo. Henreid vốn là một diễn viên Áo rời quê hương từ năm 1935, ông chỉ miễn cưỡng nhận vai Laszlo sau khi được hứa trả khoản thù lao cao hơn cả hai Bogart và Bergman.[17] Quan hệ giữa Henreid và hai diễn viên chính còn lại cũng không thực sự tốt trong quá trình quay phim, ông coi Bogart là một diễn viên "tầm thường" ("mediocre"), ngược lại Bergman cũng nhận xét rằng Henreid là một người khó tính và hay giận dỗi.[18]

Diễn viên phụ
- Claude Rains trong vai Đại úy Louis Renault. Rains là một diễn viên Anh từng cộng tác với Curtiz trong Những cuộc phiêu lưu của Robin Hood.
- Peter Lorre trong vai Ugarte. Lorre là một diễn viên gốc Hungary phải rời Đức sang Mỹ năm 1933.
- Sydney Greenstreet trong vai Ngài Ferrari. Greenstreet là đồng hương của Rains, ông đã từng đóng chung với Lorre và Bogart trong bộ phim nổi tiếng The Maltese Falcon (1941).
- Conrad Veidt trong vai Thiếu tá Heinrich Strasser. Veidt vốn là một diễn viên Đức từng tham gia tác phẩm huyền thoại của điện ảnh Đức The Cabinet of Dr. Caligari (1920) trước khi phải chạy trốn chế độ Quốc xã.

Diễn viên khác
- Dooley Wilson trong vai Sam. Wilson là một trong số rất ít các diễn viên Mỹ tham gia Casablanca. Vốn là một tay trống, ông không hề biết chơi piano và mãi đến sau khi hoàn thành bộ phim, nhà sản xuất Wallis vẫn có ý định lồng tiếng diễn viên khác thay cho tiếng của Wilson trong các bài hát. Vai diễn Sam cũng từng được Hal Wallis dự kiến là một vai nữ mà trong số các ứng cử viên có sự góp mặt của Hazel Scott và Ella Fitzgerald.[19][20]
- Joy Page trong vai Annina Brandel. Tuy vào vai một phụ nữ lưu vong người Bulgaria nhưng Page lại là người Mỹ, cô là con gái của ông chủ hãng Warner Bros. Jack Warner.
- S. Z. Sakall trong vai Carl. Cũng giống như đạo diễn Curtiz và Peter Lorre, Sakall là một diễn viên người Hungary chạy trốn chế độ Đức Quốc xã. Sakall là bạn của Curtiz từ ngày hai người còn làm việc tại Budapest, ông có ba người thân thiệt mạng trong các trại tập trung của Đức Quốc xã.
- Curt Bois trong vai kẻ móc túi. Bois là diễn viên người Do Thái gốc Đức. Sự nghiệp điện ảnh của ông kéo dài từ năm 1907 tới năm 1987.
- Leonid Kinskey trong vai Sascha, tay pha chế người Nga đã say đắm Yvonne. Ông sinh trong một gia đình người Do Thái tại Nga và chuyển tới Hoa Kỳ. Ông chia sẻ với Aljean Harmetz, tác giả cuốn Round Up the Usual Suspects: The Making of Casablanca, rằng vì ông là bạn rượu của Bogart nên mới giành được vai diễn này.[21] Leo Mostovoy là lựa chọn đầu tiên cho vai này, nhưng bị cho là không đủ hài hước.[21]
- Madeleine LeBeau trong vai Yvonne, cô bạn gái bị Rick từ chối. LeBeau kết hôn với đồng nghiệp trong Casablanca Marcel Dalio cho đến khi ly hôn năm 1942. Bà là diễn viên còn sống cuối cùng của đoàn làm phim, trước khi qua đời ngày 1 tháng 5 năm 2016.[22]
- John Qualen trong vai Berger. Ông sinh ra tại Canada, nhưng lớn lên ở Hoa Kỳ. Ông xuất hiện trong nhiều bộ phim của John Ford.

## Sản xuất

### Kịch bản
Kịch bản gốc của Casablanca là kịch bản sân khấu chưa được sản xuất của Murray Burnett và Joan Alison có tựa đề Everybody Comes to Rick's. Vở kịch này dựa trên cảm hứng từ chuyến đi châu Âu năm 1938 của Murray Burnett, lúc ông đã tới Viên chỉ một thời gian ngắn sau khi sự kiện Anschluss xảy ra và tận mắt chứng kiến sự phân biệt đối xử của chính quyền Đức quốc xã. Tiếp đó, nhà biên kịch còn tới một hộp đêm ở miền Nam nước Pháp nơi ông gặp những khách hàng đến từ nhiều quốc gia trên thế giới và một nhạc công mà ông lấy làm hình mẫu cho nghệ sĩ người da đen Sam trong phim sau này. Trong kịch bản sân khấu gốc, nhân vật Ilsa là một cô gái Mỹ có tên Lois Meredith, cô không biết Laszlo cho tới sau khi kết thúc cuộc tình với Rick, vốn là một luật sư, ở Paris. Để tăng tính chân thực về động cơ của Rick, Wallis, Curtiz và các tác giả đã quyết định đưa bối cảnh bộ phim về sau khi Trận Trân Châu Cảng diễn ra. Trên The Guardian, Paul Fairclough khẳng định Cinema Vox ở Tangier là niềm cảm hứng cho Rick's Cafe trong Casablanca. Đây là công trình lớn nhất tại châu Phi khi khánh thành năm 1935, sức chứa 2.000 chỗ ngồi và có một mái vòm kéo.
Sau khi đọc kịch bản, nhà phân tích của hãng Warner Bros. là Stephen Karnot cho rằng đây là một "kịch bản sáo rỗng nhưng tinh tế" ("sophisticated hokum"), với kết quả là biên tập viên Irene Diamond thuyết phục nhà sản xuất Hal Wallis mua lại bản quyền kịch bản Everybody Comes to Rick's với giá 20.000 USD, số tiền lớn nhất từng được trả cho một kịch bản sân khấu chưa bao giờ công diễn. Sau khi mua lại kịch bản sân khấu, các nhà sản xuất đổi tên dự án thành Casablanca nhằm bắt chước tựa đề của bộ phim ăn khách Algiers (1938). Các biên kịch đầu tiên được giao chuyển thể tác phẩm sân khấu này là anh em Julius và Philip Epstein. Đầu năm 1942, họ rời bỏ dự án này và chuyển sang hợp tác trong Why We Fight theo yêu cầu Frank Capra tại Washington, DC. Người thứ ba tham gia nhóm chuyển thể là nhà biên kịch Howard Koch, đã viết nên 30 tới 40 trang trong lúc anh em nhà Epstein văng mặt. Khi anh em nhà Epstein trở lại khoảng một tháng sau đó, đóng góp của Koch bị loại bỏ—ngược lại những gì Kock khẳng định trong 2 cuốn sách của mình. Theo lượng kinh phí cuối cùng mà hãng Warner Bros. chi trả cho bộ phim, anh em nhà Epsteins nhận 30.416 USD, trong khi Koch chỉ được trả 4.200 USD.
Tuy không được nhắc tới trong thành phần biên kịch, Casey Robinson cũng đóng góp cho kịch bản chuyển thể của Casablanca trong 3 tuần, tham gia chỉnh sửa những cuộc gặp gỡ của Rick và Ilsa ở quán bar. Curtiz quyết định ưu tiên các trường đoạn lãng mạn của bộ phim và những cảnh phim hồi tưởng của Rick và Ilsa về giai đoạn hai người còn ở Paris. Kock lại đề nghị nhấn mạnh yếu tố chính trị và tình cảm lãng mạn của kịch bản gốc. Mặc dù trải qua tay nhiều biên kịch với những ý đồ chuyển thể khác nhau, Ebert vẫn xem đây là một kịch bản "hết sức chặt chẽ và thống nhất". Còn theo Koch nhận xét sau này thì chính sức ép giữa ý đồ chuyển thể của ông và của Curtiz đã giúp kịch bản phim có được sự thống nhất đó. Tuy không hoàn toàn tán thành với kịch bản chuyển thể cuối cùng, Julius Epstein cũng thừa nhận rằng dù sao thì bộ phim được hoàn thành suôn sẻ vẫn là điều tốt nhất.
Kịch bản chuyển thể Casablanca còn gặp rắc rối ở cơ quan kiểm duyệt của Hollywood là Production Code Administration khi Joseph Breen phản đối chi tiết viên đại úy Renault tìm cách tống tiền những người mắc kẹt ở Casablanca hay chi tiết Rick và Ilsa từng ngủ cùng nhau ở Paris. Một số thay đổi nhỏ trong kịch bản được thực hiện tuy nhiên thực tế thì cả hai chi tiết này đều vẫn được giữ nguyên trong kịch bản cuối cùng. Do quy định của luật điện ảnh Mỹ (Hays Code) thời đó nên Casablanca không thể kết thúc với việc một người đàn bà đã có chồng bỏ đi với người đàn ông khác, vì vậy vấn đề của kịch bản chuyển thể không phải là Ilsa có ra đi cùng Laszlo hay không mà là sự kiện đó sẽ diễn ra thế nào. Vì vậy Casey Robinson đã đề nghị với Hal Wallis về một đoạn kết có nút thắt với việc Rick giả như sẽ giữ Ilsa ở lại cùng mình trong khi thực tế thì anh quyết định sẽ để cả hai người cùng ra đi. Theo Casey thì đoạn kết này sẽ giải quyết được mối tình tay ba trong phim cũng như nêu bật được ý nghĩa của cuộc chiến đấu chống phát xít vốn có vị trí quan trọng nhất vào thời điểm chiến tranh này.

### Quay phim

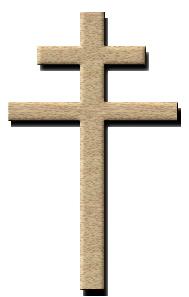
Chữ thập Lorraine, biểu tượng của Chính phủ Tự do Pháp.

Bộ phim được khởi quay ngày 25 tháng 5 năm 1942 và hoàn thành chưa đầy ba tháng sau, vào ngày 3 tháng 8, với kinh phí 1.039.000 đô la Mỹ (vượt dự toán 75.000 USD), đây là một số tiền không phải quá lớn nhưng cũng vượt hơn kinh phí trung bình của một bộ phim Hollywood thời bấy giờ.
Lựa chọn đầu tiên của Wallis cho vị trí đạo diễn Casablanca là William Wyler, tuy nhiên đạo diễn nổi tiếng này không thể tham gia dự án, và Wallis quyết định quay sang người bạn thân của mình là Michael Curtiz, một đạo diễn vốn là người Do Thái gốc Hungary di cư tới Mỹ trong thập niên 1920 và có một số người thân phải tị nạn tới Mỹ để tránh chính quyền Đức Quốc xã. Một số nhà phê bình cho rằng cách làm phim của Curtiz không đóng góp nhiều về mặt cốt truyện cho Casablanca trong khi đó một số khác lại đánh giá cao phong cách đạo diễn của Michael Curtiz, ví dụ Sidney Rosenzweig đã đánh giá Casablanca là điển hình cho phong cách nhấn mạnh vào những xung đột về đạo đức của Curtiz. Bên cạnh nhóm làm phim chính của Curtiz, một tổ quay phụ cũng được thành lập dưới sự chỉ đạo của đạo diễn Don Siegel để thực hiện những cảnh quay về người tị nạn ở Casablanca và cảnh quân Đức tiến vào Paris.
Tất cả phân cảnh của Casablanca được quay trong trường quay, trừ cảnh thiếu tá Strasser lái xe tới sân bay, vốn được quay trực tiếp tại Sân bay Van Nuys. Các đường phố phục vụ cho phần ngoại cảnh Casablanca vốn vừa được xây dựng trước đó cho bộ phim The Desert Song, các nhà sản xuất chỉ cần thay đổi sửa chữa lại để chúng phù hợp với những đường phố Paris nơi Rick và Ilsa trải qua những giờ phút hạnh phúc. Quán bar của Rick được thiết kế gồm ba phần riêng biệt để thuận lợi cho các góc quay khác nhau. Ở trường đoạn cuối cùng của phim, chiếc máy bay Lockheed Model 12 Electra Junior được làm ở dạng mô hình và để che lấp những khiếm khuyết của nó người ta đã tận dụng tới sương mù. Mặc dù vậy, công viên chủ đề Disney's Hollywood Studios ở Orlando, Florida sau này lại mua hẳn một chiếc Lockheed 12A thật và tuyên bố rằng chiếc máy bay này đã được sử dụng để quay Casablanca.
Theo nhà phê bình Roger Ebert, nhà sản xuất Wallis là "một động lực sáng tạo chính" của Casablanca khi ông quan tâm tới từng chi tiết nhỏ của bộ phim, ông buộc người trong đoàn làm phim phải kiếm cho bằng được một con vẹt thật để phục vụ cho bối cảnh quán bar Blue Parrot (Quán Con vẹt xanh). Vị trí quay phim của Casablanca được giao cho nhà quay phim Arthur Edeson, người từng tham gia quay nhiều bộ phim kinh điển như Frankenstein (1931) và The Maltese Falcon (1941). Edeson đặc biệt chú trọng tới các cảnh quay có sự xuất hiện của nữ diễn viên Ingrid Bergman, cô thường được quay từ phía bên trái ưa thích, các khung hình của Bergman thường được lấy nét mềm và bố trí ánh sáng sao cho đôi mắt của nữ diễn viên này trở nên lấp lánh, giúp cho nhân vật Ilsa có được vẻ đẹp buồn bã, nhẹ nhàng và mang chút hoài cổ. Nhiều cảnh quay trong Casablanca dùng biểu tượng bóng cột dài đổ trên nhân vật tạo cảm giác họ bị cầm tù, những dải bóng ngang dọc cũng để ám chỉ Chữ thập Lorraine, biểu tượng của Chính phủ Tự do Pháp cũng như các xung đột về tinh thần của nhân vật. Theo Rosenzweig, những hiệu quả hình ảnh này là chi tiết kinh điển trong các bộ phim của Curtiz bên cạnh cách di chuyển máy bay và sử dụng bối cảnh phim để phân đoạn.
Một rắc rối trong quá trình quay Casablanca là sự chênh lệch về chiều cao giữa Bergman và Bogart, nữ diễn viên gốc Thụy Điển cao hơn bạn diễn chừng 5 cm nên cô thường đề nghị Curtiz cho Bogart đứng ở tầm cao hơn hoặc ngồi trong các cảnh quay cùng cô. Câu thoại cuối cùng ("Louis, tôi nghĩ rằng đây là sự bắt đầu của một tình bạn đẹp") được Wallis nghĩ ra sau khi đoàn làm phim đã đóng máy, vì vậy mãi một tháng sau Bogard mới được mời lại để lồng tiếng cho câu cuối cùng này. Người ta còn có dự định quay thêm một cảnh phim mô tả Renault và những binh lính của chính phủ Pháp Tự do tham gia cuộc tấn công Bắc Phi của quân Đồng minh, tuy nhiên việc mời lại Claude Rains là quá khó khăn và đạo diễn nổi tiếng David O. Selznick cũng cho rằng thay đổi cái kết có sẵn của Casablanca sẽ là một "sai lầm tồi tệ" ("terrible mistake").

## Nhạc phim
Phần nhạc phim của Casablanca được giao cho nhà soạn nhạc nổi tiếng Max Steiner, người vào năm 1939 đã sáng tác phần nhạc cho bộ phim bất hủ Cuốn theo chiều gió (Gone with the Wind). Bài hát chủ đề của phim, "As Time Goes By" do Herman Hupfeld sáng tác đã được Burnett chọn ngay từ kịch bản sân khấu. Steiner vốn dự định bỏ "As Time Goes By" để thay mới hoàn toàn bằng nhạc của ông, tuy nhiên do Bergman vừa cắt tóc ngắn cho vai diễn María trong Chuông nguyện hồn ai (For Whom the Bell Tolls) nên cô không thể quay lại các cảnh có xuất hiện giai điệu của As Time Goes By và kết quả là Max Steiner quyết định dựa trên bài hát này cùng bản quốc ca Pháp "La Marseillaise" để viết nhạc phim cho phù hợp với sự thay đổi tâm trạng nhân vật.
Trong cảnh quay đáng nhớ khi Laszlo bắt nhịp khách hàng trong quán hát La Marseillaise át tiếng sĩ quan Đức đang hát Die Wacht am Rhein, bài hát Đức ban đầu được chọn là "Horst Wessel Lied", tác phẩm được coi là quốc ca thứ hai của Đức Quốc xã, tuy nhiên các nhà làm phim đã không thể sử dụng bài hát này do nó vẫn còn hạn bản quyền. Một số bài hát khác được sử dụng trong Casablanca, chủ yếu thông qua tiếng hát của người nhạc công da đen Sam, là "It Had to Be You" (1924, nhạc của Isham Jones, lời của Gus Kahn), "Knock on Wood" (nhạc của M.K. Jerome, lời của Jack Scholl) và "Shine" (1910, nhạc của Ford Dabney, lời của Cecil Mack và Lew Brown). Từ năm 1999, As Time Goes By được Warner Bros. dùng làm nhạc hiệu mở đầu cho hãng.
Chiếc đàn dương cầm trong những cảnh phim hồi tưởng tại Paris được chào mua tại hệ thốg Sotheby's, Thành phố New York vào ngày 14 tháng 12 với giá 600.000 USD. Chiếc dương cầm của Sam tại quán Rick's Café Américain được Turner Classic Movies và Bonhams đấu giá tại New York vào tháng 11 năm 2014, với số tiền 3.4 triệu USD.

### Danh sách bài hát
| Casablanca: Original Motion Picture Soundtrack | Casablanca: Original Motion Picture Soundtrack                                           | Casablanca: Original Motion Picture Soundtrack | Casablanca: Original Motion Picture Soundtrack |
| STT                                            | Nhan đề                                                                                  | Nghệ sĩ                                        | Thời lượng                                     |
| ---------------------------------------------- | ---------------------------------------------------------------------------------------- | ---------------------------------------------- | ---------------------------------------------- |
| 1.                                             | "Hòa âm: Main Title/Prologue (Africa...Thief)"                                           | Max Steiner                                    | 5:20                                           |
| 2.                                             | "Hòa âm: It Had To Be You/Shine"                                                         |                                                | 2:02                                           |
| 3.                                             | "Knock On Wood"                                                                          |                                                | 1:16                                           |
| 4.                                             | "Rick And Renault (The Very Thought Of You - Underscore)"                                |                                                | 1:11                                           |
| 5.                                             | "Arrival Of Ilsa And Victor At Rick's (Love For Sale - Underscore)"                      |                                                | 1:16                                           |
| 6.                                             | "Play It Sam...Play 'As Time Goes By' (Avalon/As Time Goes By- Underscore)"              |                                                | 4:58                                           |
| 7.                                             | "Of All The Gin Joints In All The Towns In The World (Piano Improvisation - Underscore)" |                                                | 1:55                                           |
| 8.                                             | "Hòa âm: Paris Montage (As Time Goes By...Menace)"                                       |                                                | 3:48                                           |
| 9.                                             | "Hòa âm: At La Belle Aurore (As Time Goes By...Ilsa Returns)"                            |                                                | 4:43                                           |
| 10.                                            | "Ilsa Returns To Rick's (Medley: Ilsa Returns...La Marseillaise)"                        |                                                | 3:11                                           |
| 11.                                            | "Hòa âm: Die Wacht Am Rhein/La Marseillaise"                                             |                                                | 4:34                                           |
| 12.                                            | "Ilsa Demands The Letters"                                                               |                                                | 3:29                                           |
| 13.                                            | "Rick Confronts Ilsa And Laszlo"                                                         |                                                | 2:23                                           |
| 14.                                            | "Airport Finale/Here's Looking At You Kid"                                               |                                                | 6:40                                           |
| 15.                                            | "Hòa âm: Shine/It Had To Be You"                                                         |                                                | 2:20                                           |
| 16.                                            | "Dat's What Noah Done"                                                                   |                                                | 1:20                                           |
| 17.                                            | "Knock On Wood"                                                                          |                                                | 1:23                                           |
| 18.                                            | "Hòa âm: Ilsa Returns...La Marseillaise"                                                 |                                                | 3:13                                           |
| 19.                                            | "Hòa âm: Laszlo....Plane"                                                                |                                                | 6:19                                           |
| 20.                                            | "As Time Goes By"                                                                        |                                                |                                                |

## Phát hành
Bộ phim được công chiếu chính thức tại Hollywood Theater ở Thành phố New York ngày 26 tháng 11 năm 1942, trùng với dịp quân Đồng minh tấn công Bắc Phi và chiếm Casablanca. Casablanca sau đó được công chiếu rộng rãi từ ngày 23 tháng 1 năm 1943 nhằm tận dụng tiếng vang của Hội nghị Casablanca, một hội nghị cấp cao của phe Đồng minh với sự xuất hiện của cả thủ tướng Anh Winston Churchill và tổng thống Mỹ Franklin D. Roosevelt. Cơ quan thông tin chiến tranh Hoa Kỳ (United States Office of War Information) đã ngăn việc chiếu Casablanca cho binh lính ở Bắc Phi vì họ sợ bộ phim sẽ khiến những người ủng hộ chính phủ Vichy Pháp tức giận.

### Tiếp nhận
Trong nhà hát Hollywood gồm 1.500 ghế ngồi, bộ phim thu về 255.000 USD sau hơn 10 tuần. Bộ phim đem lại cho các nhà sản xuất 3.7 triệu đô la Mỹ trong lần đầu công chiếu ở Hoa Kỳ, đây là bộ phim ăn khách thứ 7 ở nước này trong năm 1943.
Phần lớn ý kiến phê bình trong thời gian Casablanca ra mắt lần đầu đều là tích cực. Bên cạnh diễn xuất của Bogart và Bergman, tờ Variety còn khen ngợi phim là một tác phẩm tuyên truyền chống phe Trục tuyệt vời, về đánh giá này Koch sau đó đã nhận xét: "đó là một bộ phim khán giả cần... có những giá trị... đáng để người ta hy sinh. Và nó được kể một cách hết sức hấp dẫn". Bài phê bình phim trên tờ The New York Times cho rằng bộ phim là một tác phẩm cảm động tới "sởn gai ốc" và rằng các nhà làm phim đã kết hợp rất tốt các yếu tố tình cảm, hài hước và cảm động; NY Times cũng đánh giá cao chất lượng kịch bản và diễn xuất của dàn diễn viên trong phim. Không phải toàn bộ ý kiến phê bình đều đánh giá cao Casablanca, tờ The New Yorker chỉ đánh giá bộ phim là "tạm được" ("pretty tolerable"). Còn theo Pauline Kael thì bộ phim còn lâu mới có thể coi là một tác phẩm lớn mà chỉ là một bộ phim lãng mạn rẻ tiền. Tương tự Kael, Umberto Eco đánh giá "theo bất cứ tiêu chuẩn phê bình chính xác nào thì Casablanca cũng là một bộ phim hết sức tầm thường" với tuyến nhân vật không phải phức tạp mà là đầy sự mâu thuẫn.
Bộ phim có một số sai sót về mặt lịch sử và lôgic. Ví dụ tờ thông hành trong phim theo lời Ugarte là nó có chữ ký của cả Weygard, toàn quyền Vichy Pháp tại các thuộc địa Bắc Phi, và De Gaulle, lãnh tụ chính phủ Pháp Tự do lưu vong, trong khi thực tế thì tòa án quân sự của chính quyền Vichy Pháp đã kết án vắng mặt De Gaulle tội phản quốc với án chung thân vào ngày 2 tháng 8 năm 1940, vì vậy một tờ thông hành có chữ ký của De Gaulle thì hoàn toàn vô giá trị trong lãnh thổ do Vichy Pháp quản lý. Theo Harmetz thì tờ thông hành này được Joan Allison nghĩ ra cho kịch bản sân khấu và nó chưa bao giờ bị đặt dấu hỏi về mức độ chính xác về mặt lịch sử. Một chi tiết không hợp lý khác là việc Laszlo được đi lại tự do ở Casablanca sau khi trốn khỏi trại tập trung Đức Quốc xã vì "đây vẫn là vùng chưa bị chiếm đóng của nước Pháp", chi tiết này hoàn toàn không hợp lý vì chính quyền Vichy Pháp quản lý thành phố vốn có quan hệ cực kỳ chặt chẽ với Đức Quốc xã và chắc chắn Laszlo phải bị bắt ngay khi xuất hiện trước mặt cảnh sát Pháp. Một câu thoại của Renault cũng đề cập tới chi tiết ông từng "đi cùng người Mỹ khi họ tiến về Berlin năm 1918", thực tế thủ đô nước Đức chưa bao giờ bị chiếm đóng trong Chiến tranh thế giới thứ nhất, việc Renault bị các sĩ quan Đức giám sát trực tiếp cũng là vô lý vì quân đội Đức không hề chính thức có mặt ở Casablanca suốt Chiến tranh thế giới thứ hai. Casablanca còn gặp một số lỗi về tính liên tục trên phim, điển hình là cảnh Rick ướt sũng khi tới ga tàu để rời Paris nhưng khi anh lên tàu thì chiếc áo khoác lại khô cong, theo lời Michael Curtiz thì những lỗi về tính liên tục Casablanca gặp phải là do ông "làm bộ phim quá nhanh và chẳng ai để ý".

## Di sản
Casablanca sau khi ra đời đã để lại dấu ấn sâu đậm trong lịch sử điện ảnh Mỹ. Murray Burnett đã nhận xét rằng bộ phim luôn "chân thực với ngày hôm qua, hôm nay và cả ngày mai". Nhân dịp kỉ niệm lần thứ 50 ngày Casablanca được công chiếu lần đầu, tờ Los Angeles Times nhận xét rằng bộ phim đã đạt được sự cân bằng gần như hoàn hảo của cả ba thể loại phim ly kì, tình cảm và hài hước, tờ LA Times cho rằng sức sống lâu bền của bộ phim chính là tinh túy của các bộ phim Hollywood giai đoạn hoàng kim. Theo nhà phê bình Roger Ebert thì Casablanca có lẽ là bộ phim nằm trong nhiều danh sách Phim hay nhất hơn tất cả các bộ phim khác, kể cả Công dân Kane: Công dân Kane "xuất sắc hơn" nhưng Casablanca "được yêu thích hơn". Ebert cho rằng sự phổ biến của bộ phim đến từ cách xây dựng hình ảnh nhân vật vô cùng đẹp đẽ trong phim, theo sự phát triển của tình tiết phim, các nhân vật càng bộc lộ sự tốt đẹp của mình tuy rằng một số nhân vật như Laszlo được sáng tạo quá hoàn hảo tới mức thiếu thực tế.

### Ảnh hưởng

Áp phích The Good German (2006) được thiết kế tương tự với áp phích phim Casablanca để gợi nhớ tới bộ phim này.

Sức ảnh hưởng của Casablanca được thể hiện qua nhiều chi tiết của bộ phim được tái hiện trong các tác phẩm điện ảnh ra đời sau nó. Năm 1944, bộ phim Passage to Marseille tập hợp gần như toàn bộ dàn diễn viên chính của Casablanca với Bogart, Rains, Curtiz, Greenstreet và Lorre. Riêng Humphrey Bogart đã có thêm hai bộ phim có rất nhiều điểm tương tự với Casablanca, đó là To Have and Have Not (1944) và Sirocco (1951). Casablanca còn được gợi lại qua nhiều bộ phim khác như A Night in Casablanca (1946) của anh em nhà Marx, The Cheap Detective (1978) của Neil Simon, Brazil (1985) của Terry Gilliam, Barb Wire (1996) hay Out Cold (2001). Steven Soderbergh trong bộ phim The Good German (2006) đã tái sử dụng rất nhiều kỹ thuật quay và chi tiết phim của Casablanca để tưởng nhớ tới bộ phim, The Good German nói về một vụ giết người xảy ra tại Berlin thời hậu Chiến tranh thế giới thứ hai, tác phẩm được hoàn toàn quay bằng phim đen trắng và kết thúc bằng cảnh hai nhân vật chính (do George Clooney và Cate Blanchett thủ vai) ở sân bay, tương tự với cảnh kết của Casablanca, thậm chí áp phích của bộ phim cũng được thiết kế tương tự với áp phích nổi tiếng của Casablanca. Nhiều bộ phim còn tưởng nhớ tới Casablanca thông qua chính tựa đề của nó, ví dụ bộ phim Play It Again, Sam (1972) của Woody Allen gợi tới câu thoại "Play it, Sam. Play As Time Goes By!" còn The Usual Suspects (1995) của Bryan Singer lại sử dụng câu thoại ở phần kết của Casablanca là "Round up the usual suspects". Bộ phim Caboblanco (1980) thì thậm chí gần như là một tác phẩm làm lại Casablanca với bối cảnh Nam Mỹ. Bản thân hãng Warner Bros. vào năm 1995 cũng cho làm một bộ phim nhái lại Casablanca với tựa đề Carrotblanca, đây là một tập phim hoạt hình thuộc loạt Bugs Bunny. Trên truyền hình, ảnh hưởng của Casablanca có thể thấy rõ qua cốt truyện của bộ phim Overdrawn at the Memory Bank (1983) hay tập phim Casablanca của loạt Moonlighting trong đó hai nhân vật chính có tên "Rick" (Curtis Armstrong) và "Agnes" (Allyce Beasley). Trò chơi máy tính được đánh giá cao năm 1998 Grim Fandango cũng chịu nhiều ảnh hưởng của bộ phim, cụ thể rõ nhất là ở cảnh II, Rubacava, khi các nhân vật chính của game là Manny Calavera và Glottis mặc trang phục giống Rick Blaine và Sam.
Tại Hoa Kỳ, Casablanca luôn được chiếu lại trong tuần kiểm tra cuối kì của Đại học Harvard, truyền thống này đã được nhiều trường đại học Mỹ khác bắt chước. Trong khi nhiều bộ phim sản xuất thập niên 1940 dần bị quên lãng theo thời gian thì Casablanca cho tới năm 1977 vẫn là tác phẩm điện ảnh được chiếu lại nhiều nhất trên truyền hình Mỹ. Năm 1982 trong một bài báo trên tờ American Film, Chuck Ross đã tuyên bố rằng ông vừa thử nghiệm việc đánh máy lại kịch bản Casablanca, chỉ thay lại tựa đề thành Everybody Comes to Rick's và thay tên nghệ sĩ chơi piano thành Dooley Wilson rồi gửi nó tới 217 đại diện môi giới. Trong số 85 đại diện đọc nó thì 38 đại diện thẳng thừng từ chối kịch bản này, 33 nhận ra được nó là kịch bản cũ (tuy chỉ có 8 là xác định được đây là kịch bản Casablanca), 3 nhận xét rằng nó có khả năng thương mại hóa, và 1 thì đề nghị chuyển kịch bản thành tiểu thuyết.

### Giải thưởng và xếp hạng
Tại lễ trao giải Oscar lần thứ 16 (1942), Casablanca giành tổng cộng 8 đề cử giải Oscar. Bộ phim chiến thắng tại 3 hạng mục quan trọng là Phim hay nhất (cho Hal B. Wallis), Đạo diễn xuất sắc nhất (cho Michael Curtiz) và Kịch bản chuyển thể hay nhất (cho Julius J. Epstein, Philip G. Epstein và Howard Koch). Đây là giải Oscar đầu tiên của đạo diễn Michael Curtiz sau 3 lần đề cử vào các năm 1942 và 1938. Với Curtiz và Hal B. Wallis, đây đều là chiến thắng duy nhất của họ ở giải thưởng này. Với vai diễn xuất sắc của mình, Humphrey Bogart cũng có một đề cử ở hạng mục Vai nam chính xuất sắc nhất tuy nhiên tượng vàng cuối cùng lại được trao cho Paul Lukas, một đồng hương người Hungary của đạo diễn Curtiz, với vai diễn trong bộ phim Watch on the Rhine (tên tiếng Anh của bài hát Die Wacht am Rhein được nhắc tới trong trường đoạn nổi tiếng của Casablanca). Tuy là người được đứng tên nhận giải phim hay nhất nhưng Wallis lại không được giữ giải thưởng vì ông chủ hãng phim Jack Warner đã giữ lại tượng vàng, tức giận vì hành động này của Warner, Wallis đã cắt hợp đồng với hãng phim ngay tháng 4 cùng năm.
Năm 1989, bộ phim đã được Viện lưu trữ phim quốc gia của Mỹ chọn vào danh sách bảo tồn của viện ngay trong đợt đầu tiên. Trong các danh sách xếp hạng phim hay nhất trong lịch sử điện ảnh, Casablanca thường xuyên được lựa chọn, ví dụ trong danh sách 100 phim hay nhất của Viện phim Mỹ, Casablanca đứng thứ 2 trong bảng xếp hạng 1998 và thứ 3 trong bảng xếp hạng 2007. Những câu thoại nổi tiếng của bộ phim cũng thường được nhắc tới trong các danh sách câu thoại nổi tiếng, Danh sách 100 câu thoại đáng nhớ trong phim của Viện phim Mỹ có tới 6 câu thoại trích từ bộ phim: "Here's looking at you, kid." ("Nhìn em kìa, cô bé") (thứ 5), "Louis, I think this is the beginning of a beautiful friendship." ("Louis, tôi nghĩ rằng đây là sự bắt đầu của một tình bạn đẹp") (thứ 20), "Play it, Sam. Play 'As Time Goes By.'" (thứ 28), "Round up the usual suspects." (thứ 32), "We'll always have Paris." (Trong chúng ta luôn có Paris) (thứ 43) và "Of all the gin joints in all the towns in all the world, she walks into mine." ("Trong vô vàn những quán rượu ở mọi thành phố trên khắp thế giới này, cô ấy lại tới đúng chỗ của tôi") (thứ 67). Với 6 câu thoại, Casablanca là bộ phim có nhiều câu thoại đứng trong danh sách nhất, đứng trên Cuốn theo chiều gió và The Wizard of Oz. Trong số 6 câu thoại thì "Here's looking at you, kid" không hề nằm trong kịch bản gốc mà nó xuất phát từ một câu nói ngẫu hứng của Bogart khi ông dạy Bergman chơi bài poker trong thời gian nghỉ giữa các cảnh quay.
| Danh sách giải thưởng và vị trí trong các bảng xếp hạng của Casablanca             | Danh sách giải thưởng và vị trí trong các bảng xếp hạng của Casablanca |
| Giải Oscar                                                                         | Giải Oscar                                                             |
| ---------------------------------------------------------------------------------- | ---------------------------------------------------------------------- |
| Phim hay nhất (Hal B. Wallis)                                                      | Đoạt giải                                                              |
| Đạo diễn xuất sắc nhất (Michael Curtiz)                                            | Đoạt giải                                                              |
| Kịch bản chuyển thể hay nhất (Julius J. Epstein, Philip G. Epstein và Howard Koch) | Đoạt giải                                                              |
| Vai nam chính xuất sắc nhất (Humphrey Bogart)                                      | Đề cử                                                                  |
| Vai nam phụ xuất sắc nhất (Claude Rains)                                           | Đề cử                                                                  |
| Quay phim đen trắng xuất sắc nhất (Arthur Edeson)                                  | Đề cử                                                                  |
| Biên tập phim xuất sắc nhất (Owen Marks)                                           | Đề cử                                                                  |
| Nhạc phim hay nhất (Max Steiner)                                                   | Đề cử                                                                  |
| Giải của Ủy ban quốc gia về phê bình điện ảnh                                      |                                                                        |
| Giải NBRMP cho phim hay nhất (Hal B. Wallis)                                       | Đề cử                                                                  |
| Giải của Cộng đồng các nhà phê bình phim Las Vegas                                 |                                                                        |
| Giải LVFCS cho DVD hay nhất (Warner Home Entertainment)                            | Đoạt giải                                                              |
| Giải của Ủy ban Quốc gia về Phê bình Điện ảnh                                      |                                                                        |
| Top 10 (1943)                                                                      | Đoạt giải                                                              |
| Vị trí trong các bảng xếp hạng của Viện phim Mỹ                                    |                                                                        |
| 100 phim hay nhất                                                                  | Thứ 2 (năm 1998) Thứ 3 (năm 2007)                                      |
| 100 phim rùng rợn và ly kỳ                                                         | Thứ 37                                                                 |
| 100 phim tình cảm                                                                  | Thứ 1                                                                  |
| 100 anh hùng trên phim                                                             | Thứ 4 (vai Rick Blaine)                                                |
| 100 ca khúc trong phim                                                             | Thứ 2 (bài As Time Goes By)                                            |
| 100 câu thoại                                                                      | 6 câu thoại (thứ 5, 20, 28, 32, 43, 67)                                |
| 100 phim truyền cảm hứng                                                           | Thứ 32                                                                 |

### Chuyển thể
Sau khi bộ phim đạt được thành công lớn cả về nghệ thuật và doanh thu, các nhà sản xuất đã lập tức dự định về một phần tiếp theo của Casablanca. Phần kết này được dự định lấy tên Brazzaville, tên thành phố mà viên cảnh sát Renault nhắc tới ở cảnh cuối cùng, tuy vậy Brazzaville chưa bao giờ được đưa vào sản xuất thực sự. Cũng từng có những dự án làm lại bộ phim tuy nhiên không có dự án nào được hiện thực hóa, đạo diễn nổi tiếng người Pháp François Truffaut vào năm 1974 đã từ chối một dự án như vậy vì theo ông bộ phim đã trở thành một tác phẩm được sinh viên Mỹ tôn thờ. Ở bên ngoài Hollywood, một nhà làm phim Ấn Độ của Bollywood là Rajeev Nath vào năm 2007 cũng đưa ra một dự án làm lại Casablanca như một cách tưởng nhớ tới bộ phim nổi tiếng.
Đã có hai bộ phim truyền hình ngắn được sản xuất dựa trên Casablanca, chúng đều được coi là những phần trước của bộ phim. Loạt phim truyền hình đầu tiên được hãng ABC phát sóng trong hai năm 1955 và 1956 với Charles McGraw thủ vai Rick và Marcel Dalio thủ vai Renault. Đây là một trong các tác phẩm của chương trình Warner Bros. Presents với tổng thời lượng các tập là 10 tiếng. Loạt phim thứ hai có tổng thời lượng 5 tiếng do đài NBC phát sóng năm 1983 với David Soul vào vai Rick còn Ray Liotta vào vai Sacha. Casablanca còn được chuyển thể thành kịch truyền thanh nhiều lần trong đó đáng chú ý có vở kịch dài 30 phút phát trên The Screen Guild Theater vào ngày 26 tháng 4 năm 1943 với sự góp mặt của cả Bogart, Bergman và Henreid, hay phiên bản chuyển thể dài 1 tiếng phát trên Lux Radio Theater vào ngày 24 tháng 1 năm 1944 với Alan Ladd vào vai Rick còn Hedy Lamarr vào vai Ilsa. Biên kịch Casablanca là Julius Epstein từng hai lần dự định chuyển thể bộ phim lên sân khấu Broadway vào các năm 1951 và 1967 nhưng cả hai lần dự định của Epstein đều không thành hiện thực. Vở kịch gốc của Casablanca là Everybody Comes to Rick's cũng từng được công diễn ở Newport, Rhode Island vào tháng 8 năm 1946 và Luân Đôn tháng 4 năm 1991 nhưng đều không phải là những vở diễn thành công.
Casablanca được hãng Warner Bros. cho phép nhà văn Michael Walsh chuyển thể thành tiểu thuyết với tựa đề As Time Goes By, tác phẩm được xuất bản năm 1998. Ngoài những tình tiết có trong phim, tiểu thuyết còn đề cập tới nhiều chi tiết khác không có trong Casablanca như quá khứ bí ẩn của Rick ở Mỹ. Tuy nhiên không giống như bộ phim gốc, tiểu thuyết As Time Goes By không phải là một tác phẩm thành công.

### Dạng phát hành khác

Cảnh phim trong phiên bản màu gây tranh cãi của Casablanca.

Trong thập niên 1980, Casablanca từng được chuyển thành phim màu trong một dự án gây nhiều tranh cãi. Phiên bản màu này được phát sóng trên truyền hình và phát hành dưới dạng băng VHS tuy nhiên chúng không được người xem đón nhận. Con trai của Humphrey Bogart là Stephen đã nhận xét về dự án màu hóa bộ phim này như sau: "Nếu các ngài định màu hóa Casablanca thì tại sao không thêm tay cho Tượng thần Vệ Nữ?".
Casablanca được Warner Home Video phát hành dưới dạng đĩa lade vào năm 1991 và băng VHS vào năm 1992. Tới năm 1997, bộ phim được hãng MGM phát hành dưới dạng đĩa DVD kèm theo đoạn phim giới thiệu và một phim tài liệu ngắn nói về quá trình sản xuất. Năm 2003 phiên bản DVD Casablanca đặc biệt gồm 2 đĩa được ra mắt công chúng, phiên bản này ngoài nội dung phim với hình ảnh được phục chế còn có phần bình luận và các phim tài liệu đính kèm. Ngày 14 tháng 11 năm 2006, Casablanca được phát hành dưới dạng HD DVD với phần nội dung tương tự bản DVD năm 2003. Phiên bản này được khen ngợi vì phần hình ảnh phim có chất lượng rất tốt. Tới năm 2008, tới lượt phiên bản Blu-ray của Casablanca xuất hiện với một số phần kèm thêm mới.